# ماريا بيكر
ماريا بيكر (بالألمانية: Maria Becker )‏ (و. 1920 – 2012 م) هي ممثلة تلفزيونية، وممثلة مسرحية، وممثلة أفلام من ألمانيا، وسويسرا، ولدت في برلين، توفيت في أوستر، عن عمر يناهز 92 عاماً.

## جوائز
حصلت على جوائز منها:
- نيشان استحقاق صليب الضباط لجمهورية ألمانيا الاتحادية.

## وصلات خارجية
- ماريا بيكر على موقع IMDb (الإنجليزية)
- ماريا بيكر على موقع مونزينجر (الألمانية)
- ماريا بيكر على موقع ميوزك برينز (الإنجليزية)
- ماريا بيكر على موقع أول موفي (الإنجليزية)
- ماريا بيكر على موقع ديسكوغز (الإنجليزية)
- ماريا بيكر على موقع قاعدة بيانات الفيلم (الإنجليزية)